# Wohn- und Wirtschaftsgebäude Jeerhof 4

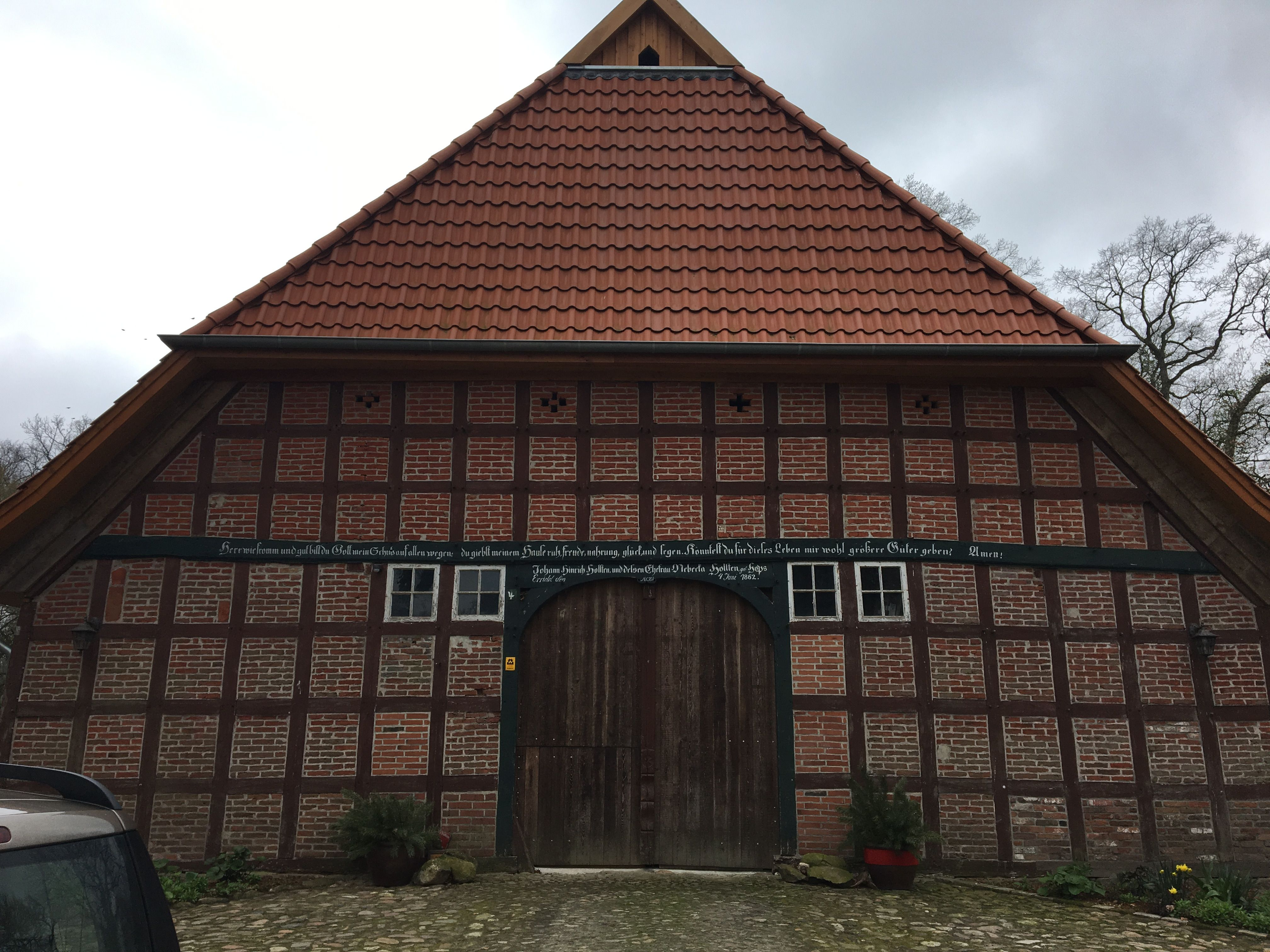
Nordostfassade (2019)

Das Wohn- und Wirtschaftsgebäude Jeerhof 4 in der niedersächsischen Gemeinde Bötersen, südwestlicher Ortsteil Jeerhof, wurde im zweiten Drittel des 19. Jahrhunderts (um)gebaut. Aktuell (2025) wird es zum Wohnen genutzt.
Das Gebäude steht unter Denkmalschutz (siehe auch Liste der Baudenkmale in Bötersen).

## Geschichte und Beschreibung
Die Gemeinde Bötersen wurde 1340 erstmals erwähnt. Sie ist gehört 1974 zur Samtgemeinde Sottrum im Landkreis Rotenburg (Wümme).
Das giebelständige Gebäude als Zweiständer-Hallenhaus in Fachwerk mit Steinausfachungen, ziegelgedecktem Krüppelwalmdach mit Schleppgauben, Niedersachsengiebel mit Uhlenloch, Pferdeköpfen und später verglaster Grooter Door mit Korbbogen wurde 1862 für Johann Hinrich Hollen und Isabella Hollen (Inschrift) gebaut. Es entstand wohl aus einem älteren Dreiständerbau, entsprechende Zapfenlöcher sind vorhanden. Das Haus wurde zum Wohnhaus umgebaut.
Das Landesdenkmalamt befand u. a.: „… eines der wenigen aus einem Dreiständerbau entstandenen Hallenhäuser des Landkreises …“